# فنسنت موتالي
فنسنت موتالي (بالإنجليزية: Vincent Mutale)‏ هو لاعب كرة قدم زامبي في مركز الوسط، ولد في 28 أبريل 1973 في Mufulira ‏ في زامبيا. لعب مع موفوليرا ووندرز ‏.

## وصلات خارجية
- فنسنت موتالي على موقع الاتحاد الدولي (مؤرشف)  (الإنجليزية)
- فنسنت موتالي على موقع قاعدة بيانات كرة القدم.إي يو (الإنجليزية)
- فنسنت موتالي على موقع ناشيونال فوتبول تيمز (الإنجليزية)